# Philip Rosenau
Philip Rosenau (ur. 31 sierpnia 1946 w Świebodzicach) – żydowski matematyk, poeta i aforysta.
W 1957 uzyskał obywatelstwo izraelskie. W 1975 doktoryzował się z matematyki. Spędził wiele lat w Stanach Zjednoczonych prowadząc badania naukowe. W 1983 został doradcą naukowym w Ośrodku Studiów Nieliniowych w Los Alamos. Był uczniem Stanisława Ulama. Potem został profesorem oraz przewodniczącym Wydziału Matematyki Stosowanej na Uniwersytecie Telawiwskim.
Od 1969 wydawał wiersze i aforyzmy. Od 1985 publikował regularnie utwory w czasopismach literackich Izraela. Jego wybór wierszy "Rupture" z 1994 zdobył Nagrodę Saula Czernichowskiego. W 2001 wydano wybór jego aforyzmów "Myśli niekultywowane", który został przetłumaczony na język niemiecki.